# 甘民樂與紀理歷聯合內閣
英國在2010年5月6日舉行大選，五日後工黨籍的首相白高敦請辭。女皇伊利沙伯二世及後邀請戴维·卡梅伦籌組新政府。最終，保守黨的甘民樂與自由民主黨的紀理歷組成「甘民樂與紀理歷聯合內閣」，或稱「第一次甘民樂內閣」，由甘民樂擔任首相領導內閣，而紀理歷則擔任副首相。這也是邱吉爾戰時內閣之後，英國首次的聯合政府。
內閣大臣中16人來自保守黨，5人來自自民黨；另外8名保守黨人和1名自民黨人列席內閣。聯合內閣在2015年解散，改為由甘民樂單獨執政。

## 歷史
英國國會在2010年4月12日解散，同年5月6日舉行大選改選下議院。結果顯示沒有任何單一政黨取得下議院過半數，形成懸峙議會，當中最大黨保守黨尚欠20席才能得到過半數。
5月11日，保守黨與自由民主黨達成聯合政府協議。新一屆國會在5月18日開始，先有上議院貴族和下議院的新任議員宣誓就職，下院亦舉行議長選舉。女皇在5月25日發表御座致辞，公佈政府的施政日程。57名自民黨議員中，只有2位不支持共組聯合政府，分別是前黨魁查理斯·堅尼地和曼徹斯特威辛頓議員莊·利智。
由於聯合政府協議訂定，若果自民黨人辭職離閣的話，接替的均需要為同黨。因此即使內閣經歷改組，入閣的自民黨黨員均為5人、列席內閣的一直都是1人。
每個內閣委員會的正副主席都需要由兩黨的成員擔任，內閣亦有監察聯合政府運作的專責委員會。兩黨在部分議題上或許有分歧，而自由黨則同意會就該些議題的法案投棄權票，但兩黨的閣員都需要肩負集體負責制。另外，當甘民樂未能出席首相答問環節時，紀理歷就會代替其接受質詢。
兩黨的前座議員會坐在一起，而後座議員則會分開。兩黨各有自己的黨鞭，也會在補選互相爭奪議席。甘民樂分別在2012年9月4日和2014年7月14日改組內閣。
聯合政府最重大的一次下議院落敗是在2013年8月29日，國會表決是否向敘利亞發動軍事攻擊，但在保守黨多名議員倒戈下被否決。

## 內閣

### 2010年5月 – 2012年9月
| 黨籍 |            | 保守黨 |
| 黨籍 | 自由民主黨 |        |

| 職位                                | 大臣 | 大臣                                | 任期    |
| ----------------------------------- | ---- | ----------------------------------- | ------- |
| 內閣大臣                            |      |                                     |         |
| 首相 第一財政大臣 公務員事務部長    |      | 戴维·卡梅伦 議員閣下                | 2010–16 |
| 副首相 樞密院議長                   |      | 尼克·克萊格 議員閣下                | 2010–15 |
| 首席大臣 外交及聯邦事務大臣         |      | 夏偉林 議員閣下                     | 2010–14 |
| 財政大臣                            |      | 歐思邦 議員閣下                     | 2010–16 |
| 大法官 司法大臣                     |      | 祁淦禮 御用大律師 議員閣下          | 2010–12 |
| 內政大臣 婦女及平等事務部長         |      | 文翠珊 議員閣下                     | 2010–16 |
| 國防大臣                            |      | 霍理林 博士 議員閣下                | 2010–11 |
| 國防大臣                            |      | 夏文達 議員閣下                     | 2011–14 |
| 商務、創新及技術大臣 貿易委員會主席 |      | 温斯·凯博 博士 議員閣下             | 2010–15 |
| 就業及退休保障大臣                  |      | 施志安 議員閣下                     | 2010–16 |
| 能源及氣候變化大臣                  |      | 禤傑思 議員閣下                     | 2010–12 |
| 能源及氣候變化大臣                  |      | 愛德·戴維 議員閣下                  | 2012–15 |
| 衛生大臣                            |      | 凌士禮 CBE 議員閣下                 | 2010–12 |
| 教育大臣                            |      | 高文浩 議員閣下                     | 2010–14 |
| 社區及地方政府大臣                  |      | 埃瑞克·皮克爾斯 議員閣下            | 2010–15 |
| 英國運輸大臣                        |      | 夏文達 議員閣下                     | 2010–11 |
| 英國運輸大臣                        |      | 簡意寧 議員閣下                     | 2011–12 |
| 環境、食品及鄉郊事務大臣            |      | 施珮文 議員閣下                     | 2010–12 |
| 國際發展大臣                        |      | 安德魯·米切爾 議員閣下              | 2010–12 |
| 北愛爾蘭事務大臣                    |      | 彭德森 議員閣下                     | 2010–12 |
| 蘇格蘭事務大臣                      |      | 丹尼·亞歷山大 議員閣下              | 2010    |
| 蘇格蘭事務大臣                      |      | 毛文浩 議員閣下                     | 2010–13 |
| 威爾斯事務大臣                      |      | 紀卓琳 議員閣下                     | 2010–12 |
| 文化、奧運、媒體及體育大臣          |      | 杰里米·亨特 議員閣下                | 2010–12 |
| 財政部首席秘書                      |      | 大衛·勞斯 議員閣下                  | 2010    |
| 財政部首席秘書                      |      | 丹尼·亞歷山大 議員閣下              | 2010–15 |
| 上議院領袖 蘭開斯特公爵領地事務大臣 |      | 施瑞德勳爵 樞密院顧問官             | 2010–13 |
| 不管部大臣                          |      | 韋倩婷女男爵 樞密院顧問官           | 2010–12 |
| 列席內閣                            |      |                                     |         |
| 內閣辦公室部長 財政部主計長         |      | 麥浩德 議員閣下                     | 2010–15 |
| 內閣辦公廳國務大臣                  |      | 奥利弗·莱特温 議員閣下              | 2010–14 |
| 大學及科學國務大臣                  |      | 韋力生 議員閣下                     | 2010–14 |
| 下議院領袖 掌璽大臣                 |      | 楊佐義爵士 從男爵 議員閣下          | 2010–12 |
| 下議院首席黨鞭 財政部國會秘書       |      | 帕特里克·麦克洛克林 議員閣下        | 2010–12 |
| 奉召時列席內閣                      |      |                                     |         |
| 律政司                              |      | 多米尼克·格里夫 御用大律師 議員閣下 | 2010–14 |

#### 人事變動
- 2010年5月29日，財政部首席秘書大衛·勞斯被揭發涉及上屆議會的開支醜聞（英语：United Kingdom parliamentary expenses scandal）而辭職；北愛爾蘭事務大臣丹尼·亞歷山大接任財政部首席秘書；毛文浩（英语：Michael Moore (Scottish politician)）則入閣出任北愛大臣[17]。
- 2011年10月14日，國防大臣霍理林被揭發與友人亞當·衛理泰（英语：Adam Werrity）進行軍備採購高層會議，他承認「錯誤地模糊了個人興趣同政府工作的差別」並決定請辭[18]；運輸大臣夏文達接任國防大臣；財政部財務秘書簡意寧接任運輸大臣；助理黨鞭高怡·史密夫（英语：Chloe Smith）接任財政部財務秘書；格雷格·汉兹則出任助理黨鞭[19]。
- 2012年2月3日，能源及氣候變化大臣禤傑思因被起訴（英语：R v Huhne）而請辭；商務、創新及技能政務次官愛德·戴維接任能源及氣候變化大臣；助理黨鞭兼副首相國會私人秘書諾曼·蘭博接任商務政務次官；珍妮·衛理洛（英语：Jenny Willott）出任助理黨鞭；喬·斯溫森出任私人秘書[20]。

### 2012年9月 – 2014年7月
| 黨籍 |            | 保守黨 |
| 黨籍 | 自由民主黨 |        |

| 職位                                                | 大臣 | 大臣                                | 任期    |
| --------------------------------------------------- | ---- | ----------------------------------- | ------- |
| 內閣大臣                                            |      |                                     |         |
| 首相 第一財政大臣 公務員事務部長                    |      | 戴维·卡梅伦 議員閣下                | 2010–16 |
| 副首相 樞密院議長                                   |      | 尼克·克萊格 議員閣下                | 2010–15 |
| 首席大臣 外交及聯邦事務大臣                         |      | 夏偉林 議員閣下                     | 2010–14 |
| 財政大臣                                            |      | 歐思邦 議員閣下                     | 2010–16 |
| 內政大臣                                            |      | 文翠珊 議員閣下                     | 2010–16 |
| 財政部首席秘書                                      |      | 丹尼·亞歷山大 議員閣下              | 2010–15 |
| 國防大臣                                            |      | 夏文達 議員閣下                     | 2011–14 |
| 商務、創新及科技大臣 貿易委員會主席                 |      | 温斯·凯博 博士 議員閣下             | 2010–15 |
| 就業及退休保障大臣                                  |      | 施志安 議員閣下                     | 2010–16 |
| 大法官 司法大臣                                     |      | 克里斯·葛瑞林 議員閣下              | 2012–15 |
| 教育大臣                                            |      | 高文浩 議員閣下                     | 2010–14 |
| 社區及地方政府大臣                                  |      | 埃瑞克·皮克爾斯 議員閣下            | 2010–15 |
| 衛生大臣                                            |      | 杰里米·亨特 議員閣下                | 2012–16 |
| 上議院領袖 蘭開斯特公爵領地事務大臣                 |      | 施瑞德勳爵 樞密院顧問官             | 2010–13 |
| 上議院領袖 蘭開斯特公爵領地事務大臣                 |      | 俄福的許晉帆勳爵 樞密院顧問官       | 2013–14 |
| 環境、食品和鄉郊事務大臣                            |      | 彭德森 議員閣下                     | 2012–14 |
| 國際發展大臣                                        |      | 簡意寧 議員閣下                     | 2012–16 |
| 蘇格蘭事務大臣                                      |      | 毛文浩 議員閣下                     | 2010–13 |
| 蘇格蘭事務大臣                                      |      | 阿利斯泰爾·卡邁克爾 議員閣下        | 2013–15 |
| 能源及氣候變化大臣                                  |      | 愛德·戴維 議員閣下                  | 2012–15 |
| 英國運輸大臣                                        |      | 帕特里克·麦克洛克林 議員閣下        | 2012–16 |
| 文化、媒體及體育大臣 女性及平等事務部長             |      | 玛利亚·米勒 議員閣下                | 2012–14 |
| 文化、媒體及體育大臣 女性及平等事務部長             |      | 妮基·摩根 議員閣下                  | 2014–15 |
| 北愛爾蘭事務大臣                                    |      | 特雷莎·维利尔斯 議員閣下            | 2012–   |
| 威爾斯事務大臣                                      |      | 大衛·瓊斯 議員閣下                  | 2012–14 |
| 列席內閣                                            |      |                                     |         |
| 不管部大臣                                          |      | 祁淦禮 御用大律師 議員閣下          | 2012–14 |
| 下議院領袖 掌璽大臣                                 |      | 凌士禮 CBE 議員閣下                 | 2012–14 |
| 下議院首席黨鞭 財政部首席秘書                       |      | 安德魯·米切爾 議員閣下              | 2012    |
| 下議院首席黨鞭 財政部首席秘書                       |      | 楊佐義爵士 從男爵 CH 議員閣下       | 2012–14 |
| 內閣辦公室部長 財政部主計長                         |      | 麥浩德 議員閣下                     | 2010–15 |
| 政府政策國務大臣                                    |      | 奥利弗·莱特温 議員閣下              | 2010–15 |
| 內閣辦公室國務大臣 學校國務大臣                     |      | 大衛·勞斯 議員閣下                  | 2012–15 |
| 外交及聯邦事務部資深國務大臣 守望及社區資深國務大臣 |      | 韋倩婷女男爵 樞密顧問官             | 2012–14 |
| 大學及科學國務大臣                                  |      | 韋力生 議員閣下                     | 2010–14 |
| 財政部財務秘書                                      |      | 薩吉德·賈偉德 議員閣下              | 2013–14 |
| 財政部財務秘書                                      |      | 妮基·摩根 議員閣下                  | 2014    |
| 不管部大臣 保守党主席                               |      | 格蘭·夏普斯 議員閣下                | 2012–15 |
| 奉召時列席內閣                                      |      |                                     |         |
| 律政司                                              |      | 多米尼克·格里夫 御用大律師 議員閣下 | 2010–14 |
| 城市及憲法國務大臣                                  |      | 格雷格·克拉克 議員閣下              | 2012–14 |

#### 人事變動
- 2012年10月19日，安德魯·米切爾因在唐寧街辱罵警員（英语：Plebgate）而辭任首席黨鞭，楊佐義爵士接任[23]。
- 2013年1月7日，上議院領袖兼蘭開斯特公爵領地事務大臣施瑞德勳爵請辭，許晉帆勳爵（英语：Jonathan Hill, Baron Hill of Oareford）接任[24]。
- 2013年10月7日，阿利斯泰爾·卡邁克爾出任蘇格蘭事務大臣，接替在改組中被撤換的毛文浩（英语：Michael Moore (Scottish politician)）[25]。
- 2014年4月9日，文化、媒體及體育大臣兼女性及平等事務部長玛利亚·米勒辭職；財政部財務秘書薩吉德·賈偉德接任文化大臣；妮基·摩根則兼任女性事務部長和財政部財務秘書[26]。

### 2014年7月 – 2015年5月
| 黨籍 |            | 保守黨 |
| 黨籍 | 自由民主黨 |        |

| 職位                                             | 大臣                                             | 大臣                                    | 任期    |
| ------------------------------------------------ | ------------------------------------------------ | --------------------------------------- | ------- |
| 內閣大臣                                         |                                                  |                                         |         |
| 首相 第一財政大臣 公務員事務部長                 |                                                  | 戴维·卡梅伦 議員閣下                    | 2010–16 |
| 副首相 樞密院議長                                |                                                  | 尼克·克萊格 議員閣下                    | 2010–15 |
| 首席大臣                                         |                                                  | 夏偉林 議員閣下                         | 2010–15 |
| 下議院領袖                                       | 2014–15                                          | 夏偉林 議員閣下                         |         |
| 財政大臣                                         |                                                  | 歐思邦 議員閣下                         | 2010–16 |
| 內政大臣                                         |                                                  | 文翠珊 議員閣下                         | 2010–16 |
| 外交及聯邦事務大臣                               |                                                  | 夏文達 議員閣下                         | 2014–15 |
| 大法官 司法大臣                                  |                                                  | 克里斯·葛瑞林 議員閣下                  | 2012–15 |
| 國防大臣                                         |                                                  | 房應麟 議員閣下                         | 2014–16 |
| 商務、創新及技能大臣 貿易委員會主席              |                                                  | 温斯·凯博 博士 議員閣下                 | 2010–15 |
| 就業及退休保障大臣                               |                                                  | 施志安 議員閣下                         | 2010–16 |
| 衛生大臣                                         |                                                  | 杰里米·亨特 議員閣下                    | 2012–16 |
| 社區及地方政府大臣                               |                                                  | 埃瑞克·皮克爾斯 議員閣下                | 2010–15 |
| 信仰事務部長                                     | 2014–15                                          | 埃瑞克·皮克爾斯 議員閣下                |         |
| 教育大臣 女性及平等事務部長                      |                                                  | 妮基·摩根 議員閣下                      | 2014–16 |
| 國際發展大臣                                     |                                                  | 簡意寧 議員閣下                         | 2012–16 |
| 能源及氣候變化大臣                               |                                                  | 愛德·戴維 議員閣下                      | 2012–15 |
| 英國運輸大臣                                     |                                                  | 帕特里克·麦克洛克林 議員閣下            | 2012–16 |
| 蘇格蘭事務大臣                                   |                                                  | 阿利斯泰爾·卡邁克爾 議員閣下            | 2013–15 |
| 北愛爾蘭事務大臣                                 |                                                  | 特雷莎·维利尔斯 議員閣下                | 2012–16 |
| 威爾斯事務大臣                                   |                                                  | 史蒂芬·克拉布 議員閣下                  | 2014–16 |
| 文化、媒體及體育大臣                             |                                                  | 薩吉德·賈偉德 議員閣下                  | 2014–15 |
| 環境、食品及鄉郊事務大臣                         |                                                  | 伊丽莎白·特拉斯 議員閣下                | 2014–16 |
| 財政部首席秘書                                   |                                                  | 丹尼·亞歷山大 議員閣下                  | 2010–15 |
| 列席內閣                                         |                                                  |                                         |         |
| 上議院領袖 掌璽大臣                              |                                                  | 比斯頓的司徒慧兒女男爵 MBE 樞密院顧問官 | 2014–16 |
| 下議院首席黨鞭 財政部國會秘書                    |                                                  | 高文浩 議員閣下                         | 2014–15 |
| 內閣辦公室部長 財政部主計長                      |                                                  | 麥浩德 議員閣下                         | 2010–15 |
| 政府政策國務大臣                                 |                                                  | 奥利弗·莱特温 議員閣下                  | 2010–15 |
| 蘭開斯特公爵領地事務大臣                         | 2014–16                                          | 奥利弗·莱特温 議員閣下                  |         |
| 內閣辦公廳國務大臣 學校國務大臣                  |                                                  | 大衛·勞斯 議員閣下                      | 2012–15 |
| 大學、科學及城市國務大臣                         |                                                  | 格雷格·克拉克 議員閣下                  | 2014–15 |
| 律政司                                           |                                                  | 杰里米·赖特 議員閣下                    | 2014–16 |
| 不管部大臣 保守党主席                            |                                                  | 格蘭·夏普斯 議員閣下                    | 2012–15 |
| 商務及企業國務大臣 能源國務大臣 樸茨茅夫事務部長 |                                                  | 马修·汉考克 議員閣下                    | 2012–15 |
| 就業國務大臣                                     |                                                  | 艾斯特·麦克维 議員閣下                  | 2013–15 |
| 信仰及社區國務大臣                               |                                                  | 韋倩婷女男爵 樞密院顧問官               | 2012–14 |
| 外交及聯邦事務部國務大臣                         |                                                  | 韋倩婷女男爵 樞密院顧問官               | 2012–14 |
|                                                  | 聖約翰安尼利女男爵喬伊思·安尼利 DBE 樞密院顧問官 | 2014–16                                 |         |

#### 人事變動
- 2014年8月5日，外交及聯邦事務部國務大臣兼信仰及社區國務大臣韋倩婷不滿政府就以巴衝突的回應，決定請辭[29]；喬伊思·安尼利及後出任外交部國務大臣；房屋、社區及地方政府大臣埃瑞克·皮克爾斯兼職處理信仰及社區事務[30]。

## 延伸閱讀
- Hazell, Robert; Yong, Ben. . Hart Publishing. 2012. ISBN 978-1-84946-310-2.

## 外部鏈結
- , BBC News, 2010-05-14  [2020-06-19], （原始内容存档于2021-04-14）
- , The Guardian (interactive guide), 2010-05-12  [2020-06-19], （原始内容存档于2016-05-18）